# (7698) Schweitzer
(7698) Schweitzer (1989 AS6) – planetoida z pasa głównego asteroid okrążająca Słońce w ciągu 3,75 lat w średniej odległości 2,41 j.a. Odkryta 11 stycznia 1989 roku.